# Denkmalgeschützte Objekte im Okres Námestovo

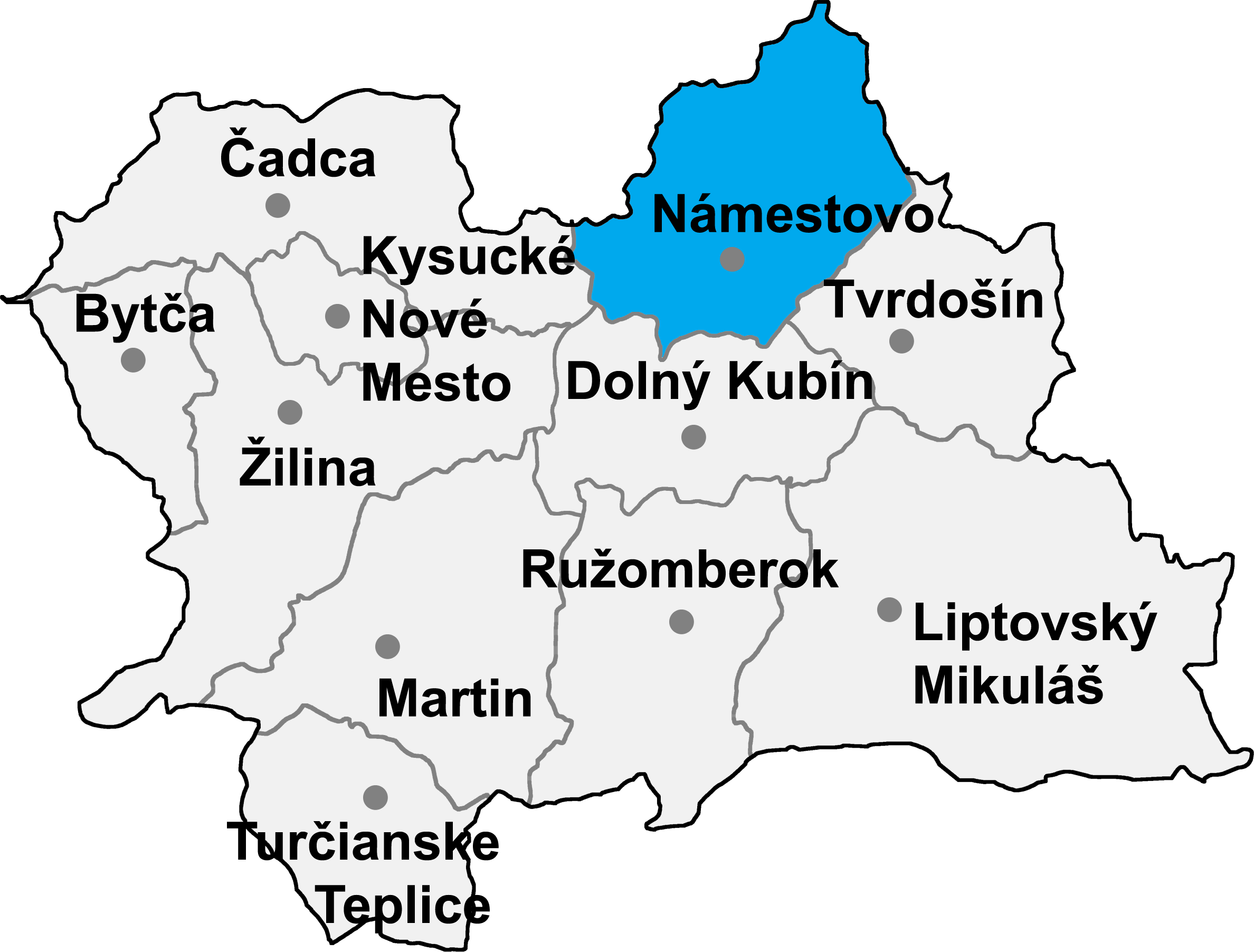

Im Okres Námestovo bestehen 119 denkmalgeschützte Objekte. Die unten angeführte Liste führt zu den Gemeindelisten und gibt die Anzahl der Objekte an. In Gemeinden, die nicht verlinkt sind, existieren keine geschützten Objekte.
| Gemeindeliste               | Objektanzahl |
| --------------------------- | ------------ |
| Babín                       | 8            |
| Beňadovo                    | 4            |
| Bobrov                      | 8            |
| Breza                       | 4            |
| Hruštín                     | 8            |
| Klin                        | 4            |
| Krušetnica (Kruschenitz)    | 9            |
| Lokca                       | 2            |
| Lomná                       | 0            |
| Mútne                       | 15           |
| Námestovo                   | 8            |
| Novoť                       | 9            |
| Oravská Jasenica (Jasenitz) | 4            |
| Oravská Lesná               | 5            |
| Oravská Polhora             | 4            |
| Oravské Veselé              | 8            |
| Rabča                       | 3            |
| Rabčice                     | 2            |
| Sihelné                     | 3            |
| Ťapešovo                    | 2            |
| Vasiľov                     |              |
| Vavrečka                    |              |
| Zákamenné                   | 5            |
| Zubrohlava                  | 4            |